# Новикова, Людмила Ивановна
Людми́ла Ива́новна Но́викова (1918—2004) — советский и российский учёный в области педагогики, доктор педагогических наук (1977), профессор (1979), академик АПН СССР (1990; с 1993 — РАО).

## Биография
Родилась 22 января 1918 года в Горках, Могилёвской губернии в семье
учителей Новиковых: Ивана Михайловича (1890—1943) и Лидии Антоновны (1892—1982).
В 1941 году окончила Механико-математический факультет Московского университета. В годы войны (с 1941 по 1944) вместе с семьёй была эвакуирована в с. Тогул Алтайского края. Там работала в средней школе учителем математики, физики, астрономии, санитарного дела и немецкого языка.
Всё время стремилась на фронт, так как окончила в Москве курсы медицинских сестер. Однако, в школах не хватало учителей и ей было отказано в просьбе.
С 1944 по 1949 год — директор средней школы в Московской области. С 1948 по 1951 год училась в аспирантуре НИИ теории и истории педагогики АПН РСФСР, после окончания аспирантуры защитила кандидатскую диссертацию на соискание учёной степени кандидата педагогических наук на тему «Основные формы и методы работы классного руководителя по воспитанию коллектива учащихся 8-10 классов школы».
С 1951 года Л. И. Новикова работает в НИИ общих проблем воспитания Академии педагогических наук СССР. Здесь она прошла все ступени профессионального роста: младший научный сотрудник, старший научный сотрудник и главный научный сотрудник НИИ общих проблем воспитания АПН СССР — РАО.
С 1964 года одновременно была заведующей лаборатории «Коллектив и личность» НИИ теории и истории педагогики АПН СССР.
В 1977 году защитила докторскую диссертацию на тему «Коллектив и личность как педагогическая проблема». В 1979 году Л. И. Новиковой было присвоено звание — профессора. В 1990 году Л. И. Новиков была избрана — действительным членом Академии педагогических наук СССР, с 1993 года — академиком Российской академии образования.
Умерла 21 октября 2004 года в Москве. Похоронена на Ваганьковском кладбище.

## Родственники
- Брат Владимир (1923 г.р.), окончил Качинское авиационное училище, пропал без вести в годы Великой Отечественной войны.
- Сестра Галина(1925—2022)[5], кандидат физико-математических наук.
- Сестра Лидия (1927—2010)[5], доктор философских наук.

## Основные направления научной деятельности
Разработка теории воспитания, методологии и методики исследовательского поиска. Л. И. Новиковой были расширены представления о школьном коллективе как дифференцированном единстве разнотипных объединений детей и взрослых, о детском коллективе как «единстве организации и психологии», были охарактеризованы их структура и функции.
Её ученица Н. Л. Селиванова, член-корреспондент Российской Академии образования, доктор педагогических наук, профессор отмечала, что «Красной нитью через всю исследовательскую деятельность Л. И. Новиковой прошла проблема развития коллектива и личности ребёнка. Практически все идеи, выдвинутые ею и возглавляемым ею научным коллективом, выглядят современными и не потеряли своего значения для педагогической практики. Они родились в непростой борьбе за отстаивание собственного понимания коллектива, его роли в жизни ребёнка. Положения концепции детского коллектива о двойственной природе коллектива как организации и психологической общности, рассмотрение его в качестве инструмента воспитания таких аспектов личности школьника как самоутверждение, самосознание, творческая индивидуальность, общительность, индивидуальные интересы актуальны и сегодня».
Детский коллектив в работах Л. И. Новиковой и её учеников рассматривается с гуманистических позиций как инструмент и среда развития личности. Л. И. Новиковой были проведены исследования по использованию системного подхода в изучении и совершенствовании воспитательного процесса. Она разработала концептуальные основы теории воспитательных систем, охарактеризовала воспитательную систему как педагогическое понятие и феномен педагогической действительности; выделила этапы развития и основные аспекты управления этой системой.

## Научная школа
Под научным руководством Л. И. Новиковой создана научная школа по проблемам обучения и воспитания. Она сложилась в начале в лаборатории «Коллектив и личность», созданной в НИИ теории и истории педагогики АПН СССР в 1964 году. Впоследствии она создала научную школу "Системный подход к воспитанию и социализации детей и молодёжи в «Институте стратегии развития образования» Российской Академии образования.
Под её научным руководством учёные защитили 13 докторских и 21 кандидатские диссертации по проблемам обучения и воспитания. Среди них такие известные ученые, как член-корр. РАО А. В. Мудрик, член-корр. РАО О. С. Газман, член-корр. РАО, народный учитель СССР В. А. Караковский, доктора педагогических наук, профессора Н. Л. Селиванова, С. Д. Поляков и др. Всего же в рамках школы Л. И. Новиковой подготовлено около 30 докторов и более 90 кандидатов педагогических наук.
Её бывший аспирант, доктор педагогических наук, профессор Мануйлов, Ю. С. о своём учителе вспоминал: «Сказать, что для нас, аспирантов, Людмила Ивановна была авторитетом, значит ничего не сказать. Мы перед ней преклонялись. Её отличала внимательность к людям, прямота и твердость в суждениях. Если встречалась с высокомерием или хамством, то реакция её была мгновенной и резкой. Чувствуя силу, недруги и завистники её побаивались, а сотрудники сплачивались вокруг неё».

## Признание
- академик Российской Академии образования(1993), академик АПН СССР(1990)
- доктор педагогических наук(1977)
- профессор(1979)

## Труды
- Организация и воспитание школьного ученического коллектива — М.: 1959 г.
- Путь к творчеству — М.: 1966 (совместно с А. Т. Куракиным).
- Педагогика детского коллектива — М.: 1978.
- Вопросы воспитания: системный подход — М.: 1981.
- Коллектив и личность школьника. Основы теории воспитания коллектива — Таллин: 1981 (совместно с А. Т. Куракиным и X. И. Лийметсом).
- Школьный ученический коллектив: проблемы управления — М.: 1982 г. (совместно с А. Т. Куракиным).
- Школа и среда — М.: 1985.
- Самоуправление в шк. коллективе — М.: 1988.
- Воспитательная система школы. Проблемы и поиски — М.: 1989.
- Воспитательная система учебных заведения — Рига: 1990.
- Современная школа: проблемы гуманизации отношений учителей, учащихся и родителей — М.: 1993.
- Теория и практика воспитательной системы — М.: 1993 г.
- Педагогика воспитания: Избранные педагогические труды / под ред. Н. Л. Селивановой, А. В. Мудрика. Сост. Е. И. Соколова.- М.: 2010.

## Награды
- Медаль ордена «За заслуги перед Отечеством» II степени (1997)
- Почётная грамота Президиума Верховного Совета РСФСР
- Медаль «Ветеран труда»
- Медаль К. Д. Ушинского
- Медаль А. С. Макаренко
- Знак «Отличник народного просвещения РСФСР»

### Звания
- Заслуженный учитель школы РСФСР (1986)

### Премии
- Премия Президента Российской Федерации в области образования (1996)

## Память
- имя Людмилы Ивановны Новиковой присвоено лицею № 87 Нижнего Новгорода (2008). Постановлением губернатора Владимирской области за № 780 от 22 сентября 2009 года Государственному автономному образовательному учреждению дополнительного профессионального образования Владимирской области присвоено имя «Владимирский институт развития образования имени Л. И. Новиковой»
- её имя носит в ФГБНУ «Институт стратегии развития образования РАО» научная школа «Системный подход к воспитанию и социализации детей и молодёжи» (Руководитель: Н.Л. СЕЛИВАНОВА)
- её имя присвоено лицею № 87 в г. Нижний Новгород. Там работает экспериментальная площадка ФГБНУ «Институт стратегии развития образования РАО».